# Каражальська міська адміністрація
Каража́льська міська адміністрація (каз. Қаражал қаласы әкімдігі, рос. Каражалская городская администрация) — адміністративна одиниця у складі Улитауської області Казахстану, прирівнена до району. Адміністративний центр — місто Каражал.
Населення — 17364 особи (2021; 19409 у 2009, 22582 у 1999, 30714 у 1989).
Станом на 1989 рік існувала Каражальська міська рада, до складу якої входила Джамбульська селищна рада. 1973 року Джамбульська рада була передана до складу новоутвореного Агадирського району. 1974 року селищну раду було повернуто до складу Каражальської міськради, а 1992 року — знову передано до складу Агадирського району.

## Склад
До складу міської адміністрації входять місто Каражал та селищна адміністрація, яка утворена міським селищем:
| Адміністративна одиниця          | Населення, осіб (1989) | Населення, осіб (1999) | Населення, осіб (2009) | Населення, осіб (2021) | Центр  | НП |
| -------------------------------- | ---------------------- | ---------------------- | ---------------------- | ---------------------- | ------ | -- |
| Каражал, місто                   | 16135                  | 12658                  | 10027                  | 8295                   | -      | 1  |
| Жайремська селищна адміністрація | 14579                  | 9924                   | 9382                   | 9069                   | Жайрем | 1  |

## Найбільші населені пункти
Населені пункти з чисельністю населення понад 1000 осіб:
| № | Населений пункт | Населення, осіб (1989) | Населення, осіб (1999) | Населення, осіб (2009) | Населення, осіб (2021) |
| - | --------------- | ---------------------- | ---------------------- | ---------------------- | ---------------------- |
| 1 | Жайрем          | 14579                  | 9924                   | 9382                   | 9069                   |
| 2 | Каражал         | 16135                  | 12658                  | 10027                  | 8295                   |